# Walter E. Fauntroy

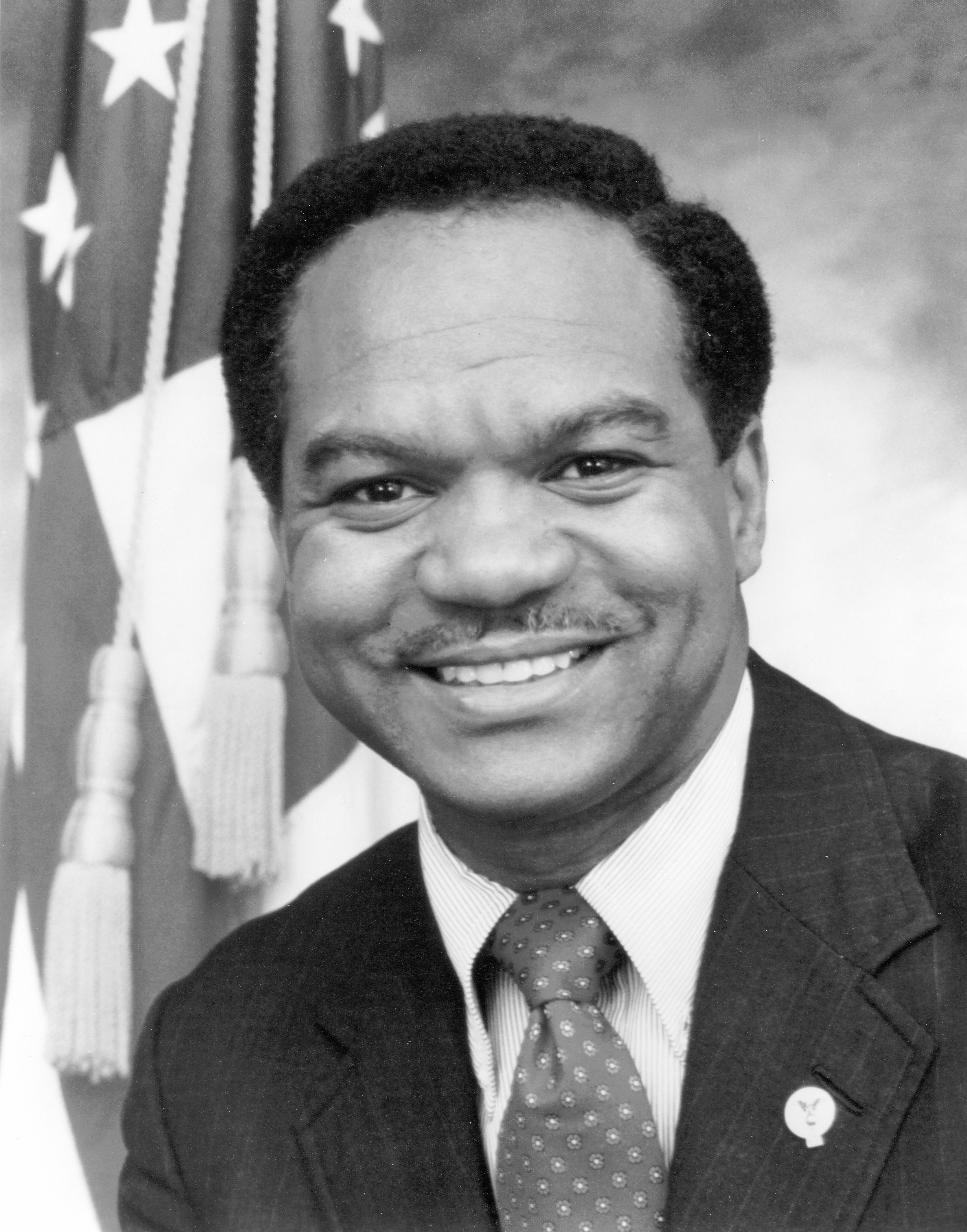
Walter E. Fauntroy

Walter Edward Fauntroy (* 6. Februar 1933 in Washington, D.C.) ist ein US-amerikanischer Politiker. Zwischen 1971 und 1991 vertrat er den Bundesbezirk District of Columbia als nicht-stimmberechtigter Delegierter im Repräsentantenhaus der Vereinigten Staaten.

## Werdegang
Walter Fauntroy besuchte die öffentlichen Schulen seiner Heimat. Im Jahr 1952 absolvierte er die Dunbar High School in Washington, D.C. Danach studierte er bis 1955 an der Virginia Union University in Richmond, Virginia. Daran schloss sich bis 1958 ein Theologiestudium an der theologischen Fakultät der Yale University an. Seit 1959 war er Pastor an der New Bethel Baptist Church. Er schloss sich der Bürgerrechtsbewegung an und wurde einer derer Führer. Unter anderem war er im Jahr 1963 einer der Organisatoren des Marsches auf Washington. Er gründete die Model Inner City Community Organization, deren Präsident er zwischen 1966 und 1972 war. Von 1960 bis 1971 leitete er die Washingtoner Niederlassung der Southern Christian Leadership Conference. Außerdem bekleidete er mehrere Ämter im sozialen und kirchlichen Bereich. Politisch schloss er sich der Demokratischen Partei an. Im Juli 1972 nahm er als Delegierter an der Democratic National Convention in Miami Beach teil. In den Jahren 1972 und 1976 kandidierte er erfolglos in den Vorwahlen für die Präsidentschaftswahlen dieser Jahre.
Am 23. März 1971 wurde Fauntroy als nicht-stimmberechtigter Delegierter für den Bundesbezirk District of Columbia in das US-Repräsentantenhaus gewählt, wo er am 23. März 1971 sein neues Mandat antrat. Diese Position war damals wieder eingerichtet worden, nachdem sie im Jahr 1875 nach nur vierjähriger Existenz abgeschafft worden war; einziger Delegierter war in diesem Zeitraum Norton P. Chipman gewesen. Nach neun Wiederwahlen konnte Fauntroy bis zum 3. Januar 1991 im Kongress verbleiben. In diese Zeit fielen unter anderem das Ende des Vietnamkrieges und im Jahr 1974 die Watergate-Affäre. 1990 verzichtete er auf eine weitere Kandidatur. Stattdessen bewarb er sich erfolglos für das Amt des Bürgermeisters von Washington, D.C. Nach dem Ende seiner Zeit im US-Repräsentantenhaus gründete er eine Lobbyistenfirma. Er ist weiterhin als Pastor tätig und war ein entschiedener Gegner der Tea-Party-Bewegung. Mit seiner Frau Dorothy Simms hat er zwei Kinder.